# Československý rozhlas
Československý rozhlas (ČsRo) byla československá státní organizace, provozující mezi lety 1948 a 1992 rozhlasové vysílání v Československu. Již od roku 1945 působily dvě společnosti Český rozhlas (bývalý Radiojournal, fungující od roku 1923) a Slovenský rozhlas pod společnou hlavičkou Československého rozhlasu. Po zestátnění v roce 1948 se Československý rozhlas stal propagandistickým a cenzurovaným médiem komunistického režimu a dle zákona byla činnost ČsRo založena na politice Komunistické strany Československa. Společenské uvolňování v 60. letech se projevilo i v rozhlasu a v srpnu 1968 proběhly během okupace Československa o jeho budovu  boje. Během následné normalizace byl rozhlas opět součástí socialistické politiky. V listopadu 1989 se během sametové revoluce přidali pracovníci ČsRo k protestům a ve svých pořadech informovali veřejnost o probíhajících událostech. V demokratickém Československu vznikly následně na národním principu dva nové veřejnoprávní subjekty, Český a Slovenský rozhlas, které převzaly většinu vysílání. V roce 1992 tak ČsRo zajišťoval pouze provoz jedné celostátní stanice a zahraničního vysílání. Československý rozhlas ukončil své vysílání rozpadem Československa na konci roku 1992.
Od roku 1953 provozoval Československý rozhlas také televizní vysílání. Samostatná Československá televize vznikla v roce 1957 vyčleněním televizní sekce z rozhlasu.

## Historie

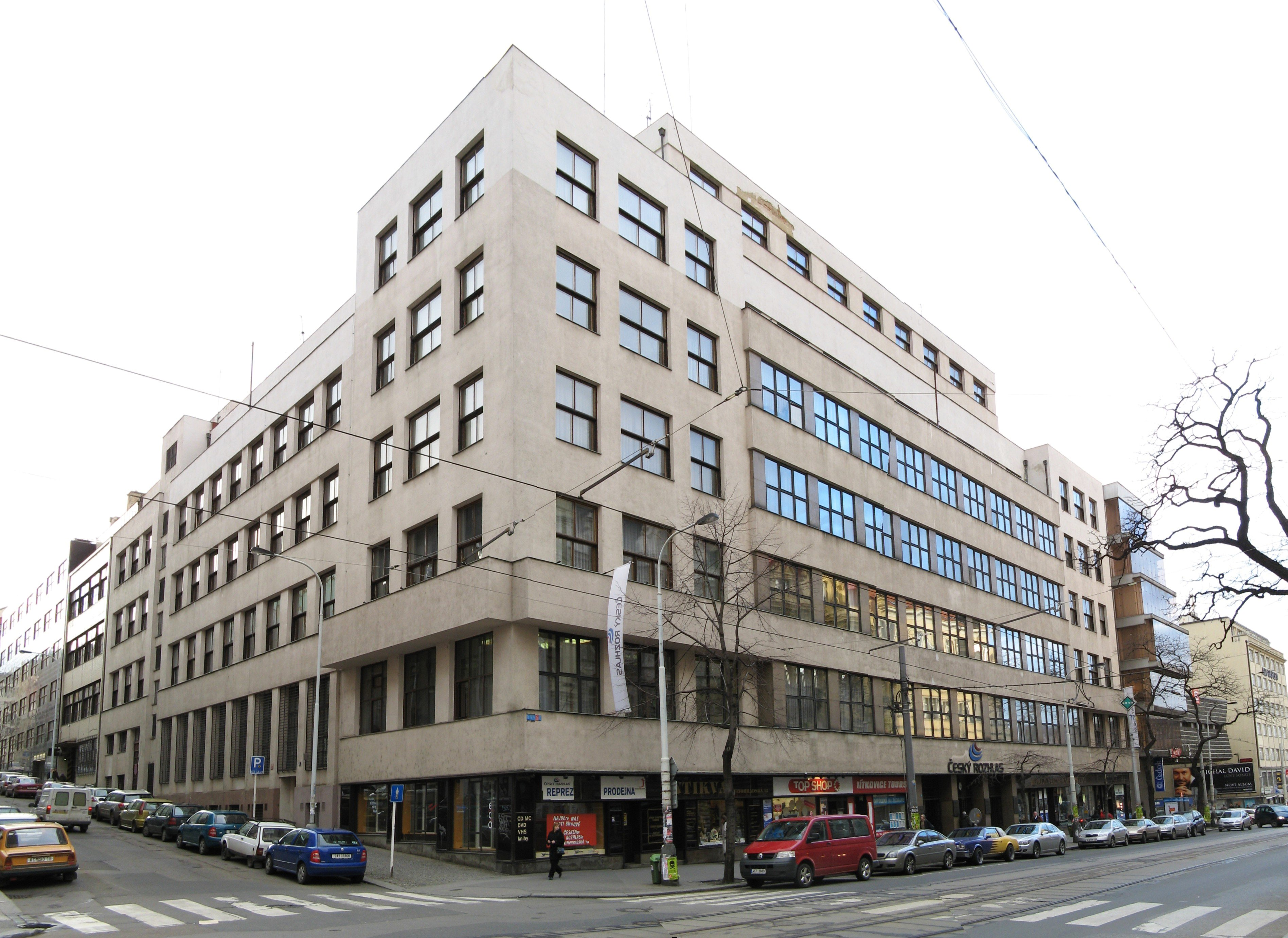
Hlavní budova bývalého Československého rozhlasu v Praze ve Vinohradské ulici

Pravidelné rozhlasové vysílání v Československu bylo zahájeno 18. května 1923 soukromou společností Radiojournal, v níž od roku 1925, skrze Československou poštu, držel 51% většinu stát. Československo se stalo po Velké Británii druhou evropskou zemí, kde začal pravidelně vysílat rozhlas (britská BBC zahájila provoz v roce 1922). Od konce roku 1933 sídlil Radiojournal v budově ve Vinohradské třídě v Praze. Na konci roku 1938 se z Radiojournalu stal Česko-slovenský rozhlas a po německé okupaci zbytku Československa se z něj stal Český rozhlas. V samostatném Slovensku vznikl Slovenský rozhlas.
Dne 22. srpna 1945 uzavřeli československý ministr informací Václav Kopecký a slovenský pověřenec pro informace Michal Chorváth dohodu o ustanovení společnosti s ručením omezeným Československý rozhlas. Dvě národní rozhlasové společnosti s ručením omezeným pod státní správou ale fungovaly i po druhé světové válce. Existovaly do 30. června 1948, kdy byly na základě zákona č. 137/1948 Sb., o postátnění Československého rozhlasu, zrušeny a od 1. července 1948 je nahradil státní podnik Československý rozhlas. Z něj se pod vlivem vládnoucí Komunistické strany Československa stalo státní cenzurované a propagandistické médium. Od května do července 1948 se v Praze uskutečnila Mezinárodní výstava rozhlasu (MEVRO), kterou organizovali rozhlasoví pracovníci. Po organizačních změnách v roce 1952 měl rozhlas celostátní stanici Československo (od roku 1954 Praha II) a národní stanice Praha (od roku 1954 Praha I) a Bratislava. Kromě toho vysílal z regionálních stanic (Brno, Plzeň, Hradec Králové, aj.) a od roku 1954 také na stanici Praha III (rozhlas po drátě). Od roku 1954 fungovalo z pražského vysílače na Petříně zkušební vysílání na velmi krátkých vlnách (VKV). Řádné vysílání z Petřína na VKV zahájil Československý rozhlas v roce 1959.
Na výstavě MEVRO bylo v roce 1948 poprvé v Československu předvedeno návštěvníkům experimentální televizní vysílání. Pravidelné televizní vysílání, zajišťované Československým rozhlasem, bylo zahájeno 1. května 1953. K reorganizaci pak došlo 1. prosince 1957, kdy byla podle vládního nařízení č. 62/1957 Sb., o nové organisaci rozhlasu a televise, vyčleněna z Československého rozhlasu jeho televizní část, z níž se stala Československá televize. Oba vysílatelé byli podřízeni nově zřízenému Československému výboru pro rozhlas a televisi (na Slovensku pak Slovenskému výboru pro rozhlas a televisi). K dalším organizačním změnám došlo k 1. říjnu 1959. Tehdy byly vládním nařízením č. 63/1959 Sb., o změnách v organizaci rozhlasu a televize, zrušeny oba televizní a rozhlasové výbory, a jak Československá televize, tak Československý rozhlas se staly samostatnými ústředními organizacemi s vlastními statuty schvalovanými vládou. Definitivní řešení přinesl zákon č. 17/1964 Sb., o Československém rozhlase, který nabyl účinnosti 8. února 1964 a který platil až do konce roku 1992. Československý rozhlas byl zpočátku zvláštní rozpočtovou organizací, od 60. let potom státní příspěvkovou organizací.
Roku 1960 vznikly Jazzový orchestr Československého rozhlasu a Taneční orchestr Československého rozhlasu (doplnily tak Symfonický orchestr Československého rozhlasu) a v roce 1962 zahájila provoz první celostátní VKV stanice Československo II. K prvnímu stereofonnímu vysílání došlo v roce 1964.
V 60. letech 20. století proběhlo ve společnosti i v Československém rozhlasu určité uvolnění poměrů spjatých s totalitní vládou KSČ. Konec tohoto období nastal v létě 1968. Hlavní budova ČsRo v Praze ve Vinohradské se 21. srpna 1968 podruhé stala dějištěm bojů, protože se Pražané snažili bránit rozhlas před okupačními vojsky Varšavské smlouvy. Československý rozhlas v době invaze plnil informační funkci a vysílal z různých provizorních míst po Praze. Již 30. srpna byla ovšem obnovena státní cenzura a jak ve společnosti, tak v rozhlasu začala normalizace. Vysílání z Vinohradské bylo obnoveno 9. září 1968. V následujících normalizačních letech se Československý rozhlas opět stal propagandistickým médiem komunistického režimu.
Po federalizaci Československa byly v roce 1969 provedeny změny ve vnitřní organizaci ČsRo. Československý rozhlas fungoval jako zastřešující propojení dvou národních rozhlasů a vysílání pro zahraničí – k 1. lednu 1969 vznikly v rámci ČsRo složky Český rozhlas, Slovenský rozhlas a Zahraniční vysílání. Počátkem 70. let 20. století došlo ke změnám ve struktuře stanic. Stanice Československo I byla v roce 1970 nahrazena celostátní zpravodajsko-publicistickou stanicí Hvězda a roku 1972 zahájily provoz národní kulturní stanice Vltava a Devín. Kromě toho nadále fungovala další dvojice národních okruhů (mainstreamové stanice Praha a Bratislava), krajské stanice (po celém Československu 12 studií) a zahraniční vysílání Radio Praha.
V roce 1978 byla zahájena stavba centrálního rozhlasového komplexu v Praze na Pankráci. Ve výškové budově, stavěné od roku 1983 jako budoucí sídlo Československého rozhlasu, byla projektována také koncertní studia pro rozhlas i nedalekou Československou televizi a městský koncertní sál. Ovšem komplex nebyl dokončen a po rozpadu Československa připadl v roce 1995 nástupnickému Českému rozhlasu. Ten v roce 1999 torzo prodal; po přestavbě dokončené v roce 2007 z něj vznikla kancelářská budova City Tower.

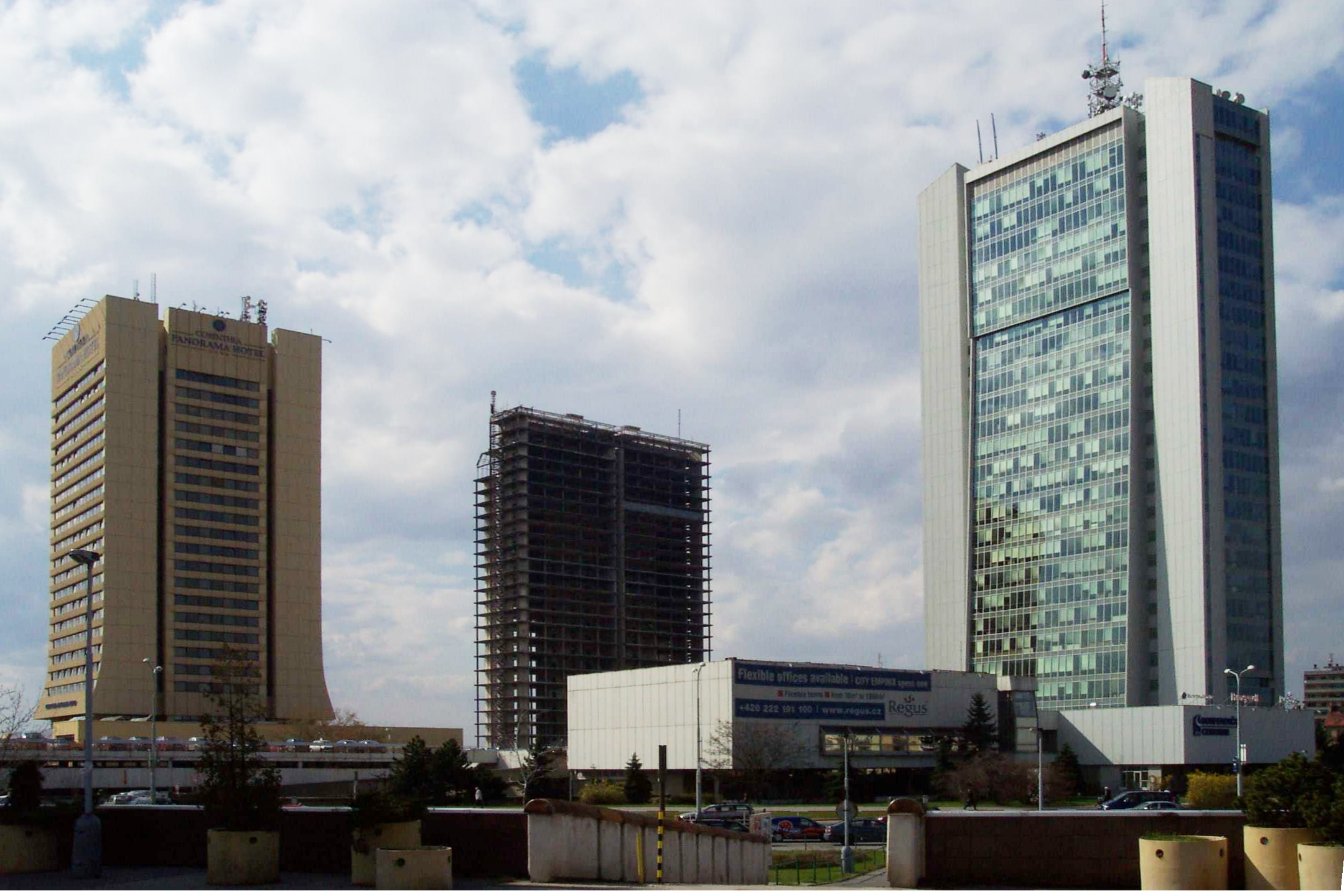
Mrakodrapy na Pankráci v roce 2006, uprostřed nedostavěná budova Československého rozhlasu

Roku 1986 zahájila provoz hudební stanice Melodie a roku 1989 stanice pro mladé posluchače EM. Právě na EM se poprvé v Československém rozhlase objevily 20. listopadu 1989 zprávy popisující průběh událostí ze 17. listopadu toho roku. Rozhlasoví pracovníci se následně přidali k protestům sametové revoluce. Po pádu komunistického režimu došlo k výrazným personálním i programovým změnám. Ještě na konci roku 1989 byl okruh Hvězda přejmenován na stanici Československo. Koncem roku 1990 zanikl v Česku okruh EM, zatímco na Slovensku se z něj stala stanice Elán. Na počátku roku 1991 začala fungovat regionální stanice Regina. Dne 1. července 1991 vznikl samostatný veřejnoprávní Slovenský rozhlas (SRo), obdobně vznikl k 1. lednu 1992 veřejnoprávní Český rozhlas (ČRo). Československý rozhlas od počátku roku 1992 provozoval celostátní federální stanici Československo a zahraniční vysílání, zatímco pod oba národní rozhlasy spadaly zbylé okruhy již dříve rozdělované dle národního principu. Vzhledem k zániku Československa na konci roku 1992 byl Československý rozhlas zákonem č. 597/1992 Sb., o zrušení Československého rozhlasu, Československé televize a Československé tiskové kanceláře, i s federální stanicí Československo k 31. prosinci 1992 zrušen.

### Pořady
Ke známým pořadům Československého rozhlasu 60. let 20. století patří hitparáda Houpačka, humoristická Nealkoholická vinárna U Pavouka či komediální skeče o Pidivajzlicích. Do této dekády rovněž spadají počátky pořadů jako pohádky o Hajajovi, populárně-vědeckého magazínu Meteor, pořadu pro mladé posluchače Mikrofórum, dopravního zpravodajství Zelená vlna či poetického pořadu Zelené peří. V roce 1975 bylo zahájeno vysílání prvního rodinného seriálu Jak se máte, Vondrovi?, který se v programu Československého rozhlasu pravidelně objevoval jednou týdně až do konce roku 1989.

## Seznam ústředních ředitelů
| Jméno               | Od                | Do                 | Poznámky                                            |
| ------------------- | ----------------- | ------------------ | --------------------------------------------------- |
| Bohuslav Laštovička | 25. května 1945   | 15. června 1948    | generální ředitel Českého/Československého rozhlasu |
| Kazimír Stahl       | 2. července 1948  | 17. června 1952    | generální ředitel ČsRo                              |
| Josef Věromír Pleva | 30. června 1952   | 30. listopadu 1952 | pověřen řízením ČsRo                                |
| Jozef Vrabec        | 1. prosince 1952  | 11. září 1953      | pověřen řízením ČsRo                                |
| Jozef Vrabec        | 11. září 1953     | 30. března 1954    | generální ředitel ČsRo                              |
| František Nečásek   | 1. dubna 1954     | 31. prosince 1957  |                                                     |
| Jaromír Hřebík      | 1. ledna 1958     | 31. ledna 1959     |                                                     |
| Karel Hoffmann      | 1. února 1959     | 1. března 1967     |                                                     |
| Miloš Marko         | 25. ledna 1967    | 25. července 1968  |                                                     |
| Zdeněk Hejzlar      | 25. července 1968 | 25. září 1968      |                                                     |
| Odon Závodský       | 30. srpna 1968    | 1. února 1969      | vládní zmocněnec pro ČsRo                           |
| Odon Závodský       | 1. února 1969     | 20. června 1969    |                                                     |
| Bohuslav Chňoupek   | 20. června 1969   | 7. září 1970       |                                                     |
| Ján Riško           | 8. září 1970      | 30. června 1989    |                                                     |
| Karel Kvapil        | 1. července 1989  | 3. prosince 1989   |                                                     |
| Karel Starý         | 3. prosince 1989  | 31. ledna 1990     |                                                     |
| František Pavlíček  | 4. února 1990     | 31. března 1991    |                                                     |
| Richard Seemann     | 1. dubna 1991     | 9. října 1991      | pověřen výkonem funkce ústředního ředitele ČsRo     |
| Peter Duhan         | 14. října 1991    | 31. prosince 1992  |                                                     |

## Galerie

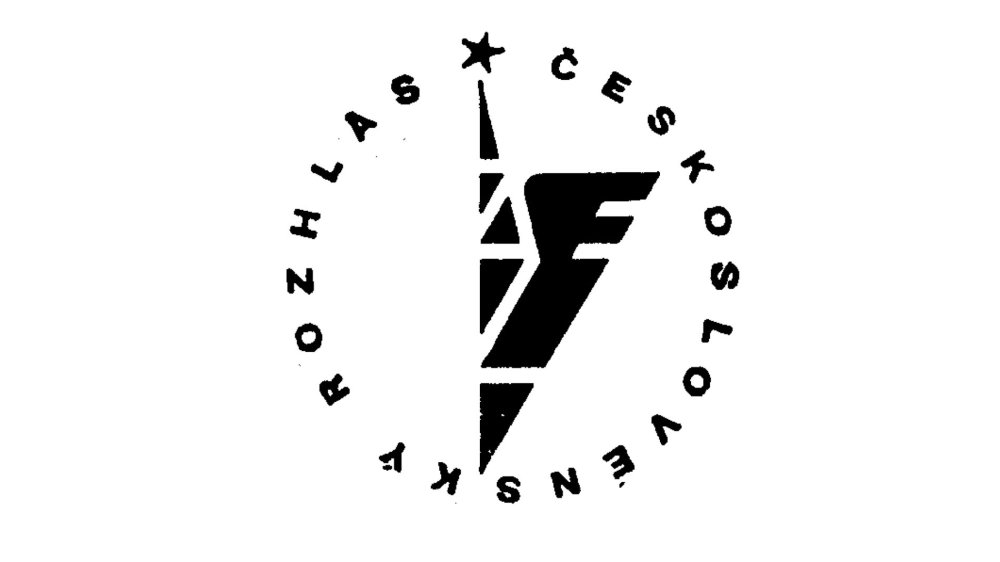
Logo ČsRo z roku 1963
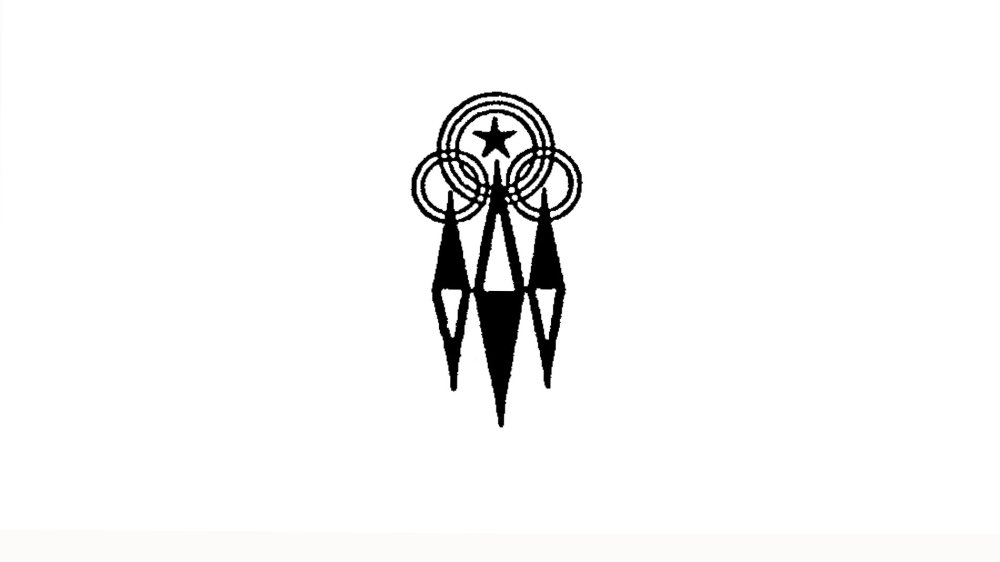
Logo ČsRo z roku 1973
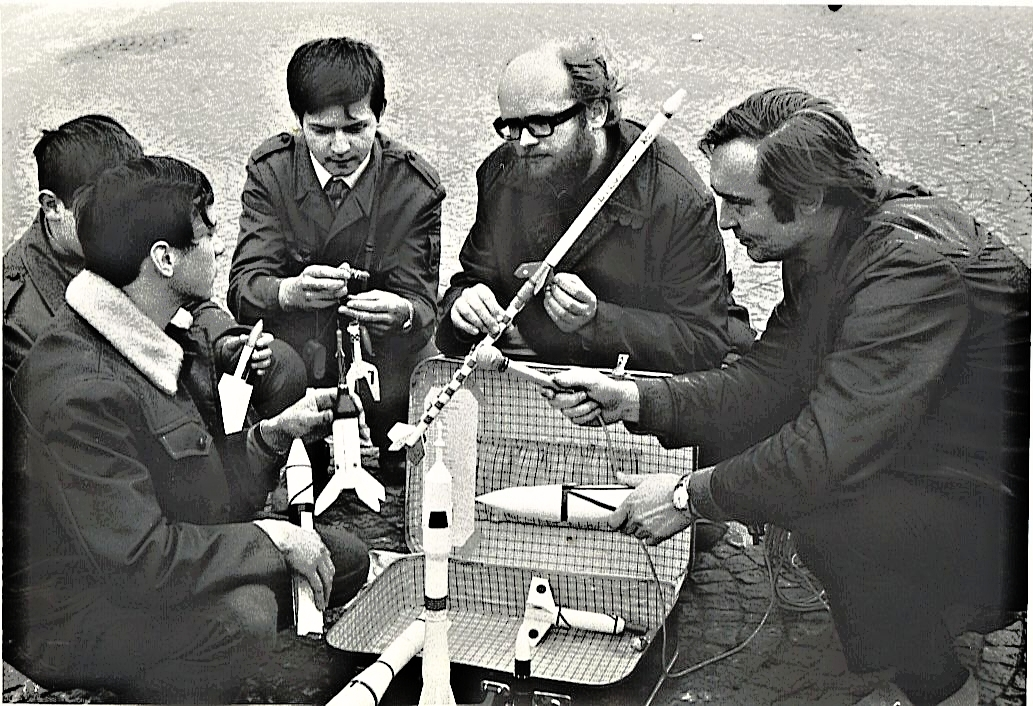
Natáčení pořadu Meteor v roce 1971
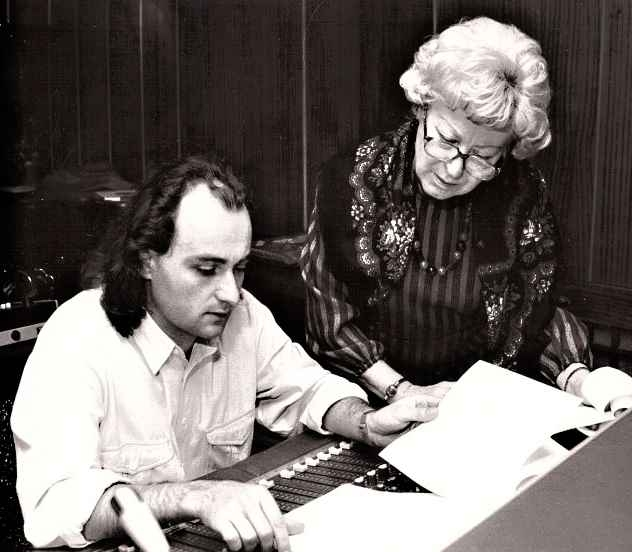
Režisérka Martínková a mistr zvuku Nováček v 80. letech